# سیارک ۴۲۳۷۷
سیارک ۴۲۳۷۷ (به انگلیسی: 42377 KLENOT، نامگذاری:2002EU2) چهل و دو هزار و سیصد و هفتاد و هفتمین سیارک کشف شده‌است که در ۸ مارس ۲۰۰۲ کشف شد.